# Campionati mondiali di sollevamento pesi 1977
I Campionati mondiali di sollevamento pesi 1977, 51ª edizione della manifestazione, si svolsero a Stoccarda dal 17 al 25 settembre 1977, e furono considerati validi anche come 58° campionati europei di sollevamento pesi.

## Titoli in palio
Viene aggiunta una nuova categoria, i pesi massimi primi: i titoli mondiali da 9 passano a 10.
| Categoria            | Eventi         | Atleti |
| -------------------- | -------------- | ------ |
| Pesi mosca           | Fino a 52 kg   | 17     |
| Pesi gallo           | Fino a 56 kg   | 17     |
| Pesi piuma           | Fino a 60 kg   | 20     |
| Pesi leggeri         | Fino a 67.5 kg | 26     |
| Pesi medi            | Fino a 75 kg   | 19     |
| Pesi massimi leggeri | Fino a 82.5 kg | 26     |
| Pesi mediomassimi    | Fino a 90 kg   | 15     |
| Pesi massimi primi   | Fino a 100 kg  | 20     |
| Pesi massimi         | Fino a 110 kg  | 12     |
| Pesi supermassimi    | Oltre i 110 kg | 14     |

## Nazioni partecipanti
Le nazioni che hanno partecipato ai campionati furono 37 per un totale di 186 atleti partecipanti. Tra questi, la suddivisione continentale è la seguente: 134 atleti europei, 23 americani, 22 asiatici, 3 africani e 4 oceaniani. Tra parentesi i partecipanti per nazione.
- Australia (4)
- Austria (3)
- Belgio (1)
- Bulgaria (10)
- Canada (6)
- Cecoslovacchia (3)
- Cina (9)
- Cuba (9)
- Danimarca (1)
- Egitto (3)
- Finlandia (7)
- Francia (10)
- Germania Est (10)
- Germania Ovest (10)
- Giappone (7)
- Grecia (5)
- Indonesia (2)
- Iran (4)
- Israele (1)
- Italia (4)
- Jugoslavia (4)
- Lussemburgo (1)
- Messico (2)
- Norvegia (3)
- Paesi Bassi (2)
- Polonia (10)
- Portogallo (2)
- Regno Unito (6)
- Rep. Dominicana (2)
- Romania (4)
- Spagna (5)
- Stati Uniti (4)
- Svezia (4)
- Svizzera (1)
- Turchia (7)
- Ungheria (10)
- Unione Sovietica (10)

## Risultati
Vennero stabiliti due record mondiali: uno nel totale dell'esercizio e uno nelle singole specialità.
| Evento  | Oro                | Oro      | Argento            | Argento  | Bronzo              | Bronzo   |
| 52 kg   | 52 kg              | 52 kg    | 52 kg              | 52 kg    | 52 kg               | 52 kg    |
| ------- | ------------------ | -------- | ------------------ | -------- | ------------------- | -------- |
| Strappo | Aleksandr Voronin  | 107,5 kg | Masatomo Takeuchi  | 105,0 kg | György Kőszegi      | 102,5 kg |
| Slancio | Aleksandr Voronin  | 140,0 kg | Mohammad Nassiri   | 135,0 kg | Francisco Casamayor | 132,5 kg |
| Totale  | Aleksandr Voronin  | 247,5 kg | György Kőszegi     | 235,0 kg | Francisco Casamayor | 230,0 kg |
| 56 kg   |                    |          |                    |          |                     |          |
| Strappo | Daniel Núñez       | 112,5 kg | Georgi Todorov     | 110,0 kg | Tadeusz Dembończyk  | 110,0 kg |
| Slancio | Jirō Hosotani      | 145,0 kg | Chen Manlin        | 140,0 kg | Frank Mavius        | 140,0 kg |
| Totale  | Jirō Hosotani      | 252,5 kg | Georgi Todorov     | 247,5 kg | Chen Manlin         | 245,0 kg |
| 60 kg   |                    |          |                    |          |                     |          |
| Strappo | Nikolaj Kolesnikov | 122,5 kg | Grzegorz Cziura    | 122,5 kg | Janko Rusev         | 122,5 kg |
| Slancio | Nikolaj Kolesnikov | 157,5 kg | Janko Rusev        | 155,0 kg | Ioan Buta           | 150,0 kg |
| Totale  | Nikolaj Kolesnikov | 280,0 kg | Janko Rusev        | 277,5 kg | Grzegorz Cziura     | 270,0 kg |
| 67,5 kg |                    |          |                    |          |                     |          |
| Strappo | Roberto Urrutia    | 142,5 kg | Daniel Senet       | 135,0 kg | Werner Schraut      | 132,5 kg |
| Slancio | Sergej Pevzner     | 172,5 kg | Roberto Urrutia    | 172,5 kg | Zbigniew Kaczmarek  | 170,0 kg |
| Totale  | Roberto Urrutia    | 315,0 kg | Sergej Pevzner     | 302,5 kg | Zbigniew Kaczmarek  | 297,5 kg |
| 75 kg   |                    |          |                    |          |                     |          |
| Strappo | Jurij Vardanjan    | 152,5 kg | Peter Wenzel       | 150,0 kg | András Stark        | 150,0 kg |
| Slancio | Jurij Vardanjan    | 192,5 kg | Günter Schliwka    | 190,0 kg | Peter Wenzel        | 187,5 kg |
| Totale  | Jurij Vardanjan    | 345,0 kg | Peter Wenzel       | 337,5 kg | Günter Schliwka     | 330,0 kg |
| 82,5 kg |                    |          |                    |          |                     |          |
| Strappo | Gennadij Bessonov  | 157,5 kg | Blagoj Blagoev     | 155,0 kg | Péter Baczakó       | 152,5 kg |
| Slancio | Gennadij Bessonov  | 195,0 kg | Paweł Rabczewski   | 192,5 kg | Péter Baczakó       | 192,5 kg |
| Totale  | Gennadij Bessonov  | 352,5 kg | Péter Baczakó      | 345,0 kg | Paweł Rabczewski    | 337,5 kg |
| 90 kg   |                    |          |                    |          |                     |          |
| Strappo | Sergej Poltorackij | 167,5 kg | Rolf Milser        | 162,5 kg | Ferenc Antalovics   | 157,5 kg |
| Slancio | Rolf Milser        | 207,5 kg | Sergej Poltorackij | 207,5 kg | Alberto Blanco      | 197,5 kg |
| Totale  | Sergej Poltorackij | 375,0 kg | Rolf Milser        | 370,0 kg | Alberto Blanco      | 355,0 kg |
| 100 kg  |                    |          |                    |          |                     |          |
| Strappo | Michel Broillet    | 170,0 kg | Anatolij Kozlov    | 162,5 kg | Helmut Losch        | 162,5 kg |
| Slancio | Anatolij Kozlov    | 205,0 kg | Helmut Losch       | 205,0 kg | Mark Cameron        | 202,5 kg |
| Totale  | Anatolij Kozlov    | 367,5 kg | Helmut Losch       | 367,5 kg | Michel Broillet     | 365,0 kg |
| 110 kg  |                    |          |                    |          |                     |          |
| Strappo | Valentin Hristov   | 180,0 kg | Jürgen Ciezki      | 172,5 kg | Jurij Zajcev        | 170,0 kg |
| Slancio | Jurij Zajcev       | 225,0 kg | Valentin Hristov   | 225,0 kg | Leif Nilsson        | 220,0 kg |
| Totale  | Valentin Hristov   | 405,0 kg | Jurij Zajcev       | 395,0 kg | Jürgen Ciezki       | 390,0 kg |
| +110 kg |                    |          |                    |          |                     |          |
| Strappo | Vasilij Alekseev   | 185,0 kg | Jürgen Heuser      | 182,5 kg | Aslanbek Enaldiev   | 182,5 kg |
| Slancio | Vasilij Alekseev   | 245,0 kg | Aslanbek Enaldiev  | 240,0 kg | Jürgen Heuser       | 237,5 kg |
| Totale  | Vasilij Alekseev   | 430,0 kg | Aslanbek Enaldiev  | 422,5 kg | Jürgen Heuser       | 420,0 kg |

## Medagliere

### Grandi (totale)
Riferito al totale dell'esercizio: 10 nazioni sono entrate nel medagliere.
| Posiz. | Nazione          | Oro | Argento | Bronzo | Totale |
| ------ | ---------------- | --- | ------- | ------ | ------ |
| 1      | Unione Sovietica | 7   | 3       | 0      | 10     |
| 2      | Bulgaria         | 1   | 2       | 0      | 3      |
| 3      | Cuba             | 1   | 0       | 2      | 3      |
| 4      | Giappone         | 1   | 0       | 2      | 3      |
| 5      | Germania Est     | 0   | 2       | 3      | 5      |
| 6      | Ungheria         | 0   | 2       | 0      | 2      |
| 7      | Germania Ovest   | 0   | 1       | 0      | 1      |
| 8      | Polonia          | 0   | 0       | 3      | 3      |
| 9      | Cina             | 0   | 0       | 1      | 1      |
| 9      | Svizzera         | 0   | 0       | 1      | 1      |
| Totale | Totale           | 10  | 10      | 10     | 30     |

### Grandi (totale) e Piccole (Strappo e slancio)
Riferito al totale dell'esercizio e delle due specialità: 15 nazioni sono entrate nel medagliere. 
| Posiz. | Nazione          | Oro | Argento | Bronzo | Totale |
| ------ | ---------------- | --- | ------- | ------ | ------ |
| 1      | Unione Sovietica | 21  | 6       | 2      | 29     |
| 2      | Cuba             | 3   | 1       | 4      | 8      |
| 3      | Bulgaria         | 2   | 6       | 1      | 9      |
| 4      | Giappone         | 2   | 1       | 0      | 3      |
| 5      | Germania Ovest   | 1   | 2       | 1      | 4      |
| 6      | Svizzera         | 1   | 0       | 1      | 2      |
| 7      | Germania Est     | 0   | 7       | 7      | 14     |
| 8      | Ungheria         | 0   | 2       | 5      | 7      |
| 8      | Polonia          | 0   | 2       | 5      | 7      |
| 10     | Cina             | 0   | 1       | 1      | 2      |
| 11     | Francia          | 0   | 1       | 0      | 1      |
| 11     | Iran             | 0   | 1       | 0      | 1      |
| 13     | Romania          | 0   | 0       | 1      | 1      |
| 13     | Svezia           | 0   | 0       | 1      | 1      |
| 13     | Stati Uniti      | 0   | 0       | 1      | 1      |
| Totale | Totale           | 30  | 30      | 30     | 90     |